# Konstanty Tymieniecki

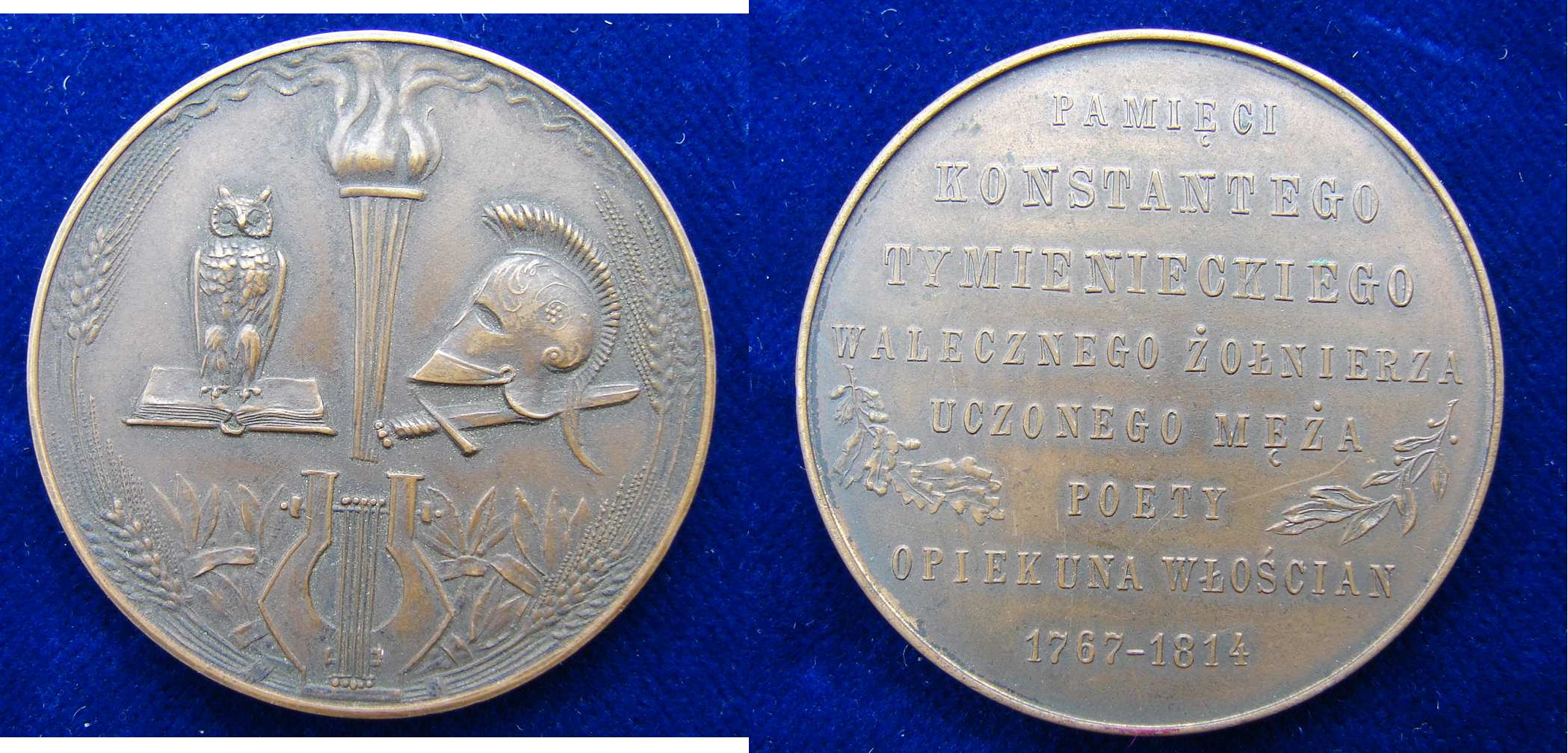
Medal Konstanty Tymieniecki

Konstanty Tymieniecki (Konstanty Tyminiecki) (ur. 22 lutego 1767 w Ligocie, zm. 17 sierpnia 1814 w Prażmowie) – polski poeta, tłumacz Terencjusza i J. Macphersona, major w insurekcji kościuszkowskiej, członek loży wolnomularskiej Świątynia Izis w XVIII wieku i w 1811/1812 roku, radca Rady Departamentowej departamentu kaliskiego z powiatu sieradzkiego w 1811 roku, członek Towarzystwa Królewskiego Warszawskiego Przyjaciół Nauk od 1803 roku.

## Życiorys
Pochodził z prażmowskiej linii Tymienieckich herbu Zaremba. Ukończył szkołę w Wieluniu, następnie jego ojciec, miecznik sieradzki, przeznaczył go do stanu duchownego i wysłał do seminarium w Krakowie, które Konstanty jednak szybko opuścił i zajął się pracą i studiami przy Szkole Głównej Koronnej. Następnie jednak zgodnie z wolą ojca zaciągnął się do pułku gwardii koronnej (chorąży, porucznik – 1791).
W stolicy nawiązał kontakty literackie z Naruszewiczem, Trembeckim, Dmochowskim. Bliżej zaprzyjaźnił się z Onufrym Kopczyńskim, któremu pomagał przy opracowaniu Biblioteki Załuskich.
Uczestniczył w insurekcji kościuszkowskiej (1794) – m.in. jako członek Departamentu Koni i Zaprzęgów. Za mężną postawę podczas bitwy pod Słonimem awansowany do stopnia majora i odznaczony przez Kościuszkę złotą obrączką.
Po upadku insurekcji przebywał w Porycku i we Lwowie. Następnie major gwardii napoleońskiej. Od 1804 r. członek Towarzystwa Przyjaciół Nauk. W 1809 roku pełnił funkcję radcy departamentu kaliskiego. Autor wierszy, szkiców literackich; ceniony tłumacz, m.in. komedie Terencjusza i Pieśni Osjana J. Macphersona (1790: Osjana Kaledończyka trzy poema...) oraz fragmenty dzieła Jamesa Thomsona.
Jako właściciel Prażmowa cieszył się opinią opiekuna chłopów, którym ufundował wiejską szkołę.
Pochowany w kościele parafialnym w Burzeninie.
Wydanie (dzieła zebrane i opublikowane przez przyjaciela poety – Michała Wyszkowskiego)
- Konstanty Tymieniecki, Pisma (Pisma Konstantyna Tymienieckiego), Warszawa 1817, t. 1 i 2:
  - Ossyana Kaledończyka poema
  - Lato, z poematu Tompsona Cztery pory roku
  - komedie Terencjusza:
    - Dziewczyna z Andros
    - Świekra
    - Bracia
    - Formion
    - Rzezaniec
    - Sam siebie karzący

  - Marka Tuliusza Cycerona Leliusz, czyli rozmowa o przyjaźni
  - Drobne pisma wierszem i prozą